# Александър Муратов (офицер)
Александър Георгиевич Муратов (на руски: Александр Георгиевич Муратов) е руски офицер, полковник. Участник в Руско-турската война от 1877-1878 г.

## Биография
Александър Муратов е роден на 11 февруари 1845 г. в Кубанска област в семейството на почетен казашки планинец. Завършва Ставрополската гимназия и се ориентира към военното поприще според казашката традиция. Завършва Николаевското кавалерийско училище и е произведен в първо офицерско звание корнет с назначение в Лейбгвардейския казашки полк (1868).
Участва в Руско-турската война от 1877-1878 г. Повишен е във военно звание щабротмистър и е назначен за командир на 2-ри ескадрон от Лейбгвардейския казашки полк. Ескадрона е в личната охрана на главнокомандващия Николай Николаевич. Показва забележителна храброст в множество боеве, сблъсъци и рекогносцировки. Проявява се в състава на сборния отряд с командир полковник Алексей Жеребков при първото превземане на Ловеч на 5 юли 1877 г. Неговият ескадрон е отличен със знака „За Ловеч 5 юли 1877 г.“,а той е награден със златно оръжие „За храброст“ и повишен във военно звание ротмистър (1877).
След войната е повишен във военно звание полковник и назначен за командир на 1-ви Кубански конен полк. Участва в Ахалтекинската експедиция в състава на сборния отряд с командир генерал-лейтенант Михаил Скобелев (1880-1881). Отличава се при превземането на Мерва. Награден е за боево отличие с орден „Свети Владимир“ III степен с мечове. Назначен е за командир на 1-ви Тамански конен полк. Ползва се с уважението на династията Романови.
Умира през април 1893 г. в Санкт Петербург.